# Ibne Hatim
Badradim Maomé ibne Hatim Alhandani (Badr al-Dīn Muḥammad ibn Ḥātim al-Hamdānī), comumente conhecida simplesmente como ibne Hatim, foi um oficial e historiador do século XIII no Iêmem, sob a dinastia raçúlida.

## Biografia
Pouco se sabe sobre a vida de ibne Hatim, com toda a informação disponível provendo de sua principal obra histórica, Kitāb al-Simṭ al-ghālī al-thaman fī akhbār al-mulūk min al-Ghuzz bi ’l-Yaman. Sua data de nascimento é desconhecida, mas foi um membro do clã Banu Hatim do Banu Iam, que foram dominantes na região da capital provincial de Saná. Apesar de ser um ismaelita, conseguiu ter uma carreira bem sucedida sob os sunitas raçúlidas, ascendendo sob o sultão Almuzafar Iúçufe I (r. 1249–1295) até tornar-se um dos poucos oficiais "empregados pelo sultão na capacidade de embaixador itinerante, pessoalmente representando-o em qualquer parte do país em que era necessário, agora negociando com tribos recalcitrantes, agora transmitindo uma mensagem pessoal do sultão, às vezes inclusive participando em operações militares" (G. R. Smith). A data de sua morte é igualmente desconhecida.
Ibne Hatim escreveu duas obras histórias, a primeira delas sendo Kitāb al-ʿIqd al-thamīn fī akhbār mulūk al-Yaman al-mutaʾakhkhirīn, uma história geral do Iêmem, que não sobreviveu. Ele é conhecido por sua outra obra, o Kitāb al-Simṭ al-ghālī al-thaman fī akhbār al-mulūk min al-Ghuzz bi ’l-Yaman, uma história do Iêmem sob os aiúbidas e os primeiros dois sultões raçúlidas. G. R. Smith escreve que apesar de um leve viés em direção a seu próprio clã, o relato de ibne Hatim é "um refrescante imparcial", e relata muita informação única sobre o país durante o período que ele cobre.